# Phidiana
Phidiana Gray, 1850 è un genere  di mollusci nudibranchi della famiglia Facelinidae.

## Tassonomia
Comprende le seguenti specie:
- Phidiana adiuncta Ortea, Caballer & Moro, 2004
- Phidiana anulifera (Baba, 1949)
- Phidiana bourailli (Risbec, 1928)
- Phidiana hiltoni (O'Donoghue, 1927)
- Phidiana lascrucensis Bertsch & Ferreira, 1974
- Phidiana lottini (Lesson, 1831)
- Phidiana lynceus Bergh, 1867
- Phidiana mariadelmarae Garcia F. & Troncoso, 1999
- Phidiana militaris (Alder & Hancock, 1864)
- Phidiana milleri Rudman, 1980
- Phidiana mimica Padula, Wirtz & Schrödl, 2017
- Phidiana patagonica (d'Orbigny, 1836)
- Phidiana pegasus Willan, 1987
- Phidiana riosi Garcia & Troncoso, 2003
- Phidiana salaamica Rudman, 1980
- Phidiana semidecora (Pease, 1860)
- Phidiana unilineata (Alder & Hancock, 1864)